# 克里斯蒂安·伊普森
克里斯蒂安·伊普森（英語：Kristian Ipsen，1992年10月20日—），美国男子跳水選手。他從六歲開始從事跳水運動。
在2012年的倫敦奧運會上，他獲得男子雙人跳板項目的銅牌（第三名）。
在2016年的跳水世界盃，獲得男子單人跳板項目的銅牌（第三名）。在2016年的里約熱內盧奧運會，獲得男子單人跳板項目第五名。

## 外部連結
- USA Diving athlete bio: Kristian Ipsen